# Bostadsdomstolen
Bostadsdomstolen var mellan 1975 och 1994 en fristående specialdomstol med uppgift att överpröva hyresnämndernas beslut, till exempel i ärenden enligt 12 kap jordabalken ("hyreslagen"). Bostadsdomstolen inrättades den 1 juli 1975. Domstolen avskaffades den 30 juni 1994, och beslut från hyresnämnderna kan därefter överprövas av Svea hovrätt.
Domstolens ledamöter utsågs av regeringen. Bland dem skulle finnas tre lagfarna ledamöter (bostadsdomare), varav en ordförande i Bostadsdomstolen, en teknisk ledamot samt högst tolv ledamöter med särskild sakkunskap om förhållandena på bostadsmarknaden.

## Lista över ordförande
- 1975–1983: Ulf Gad
- 1983–1993: Hans Svahn
- 1993–1994: Gerhard Wikrén